# Cá mè lúi
Cá mè lúi hay cá lúi sọc hay đơn giản chỉ là cá mè (danh pháp hai phần: Osteochilus vittatus) là một loài cá thuộc chi Cá mè phương nam trong họ Cá chép. Loài này sinh sống ở Phân bố tại phía nam Myanma, Thái Lan, Sumatra, Borneo và Java. Cũng ghi nhận tại Trung Quốc và lưu vực sông Mê Kông.

## Hình ảnh

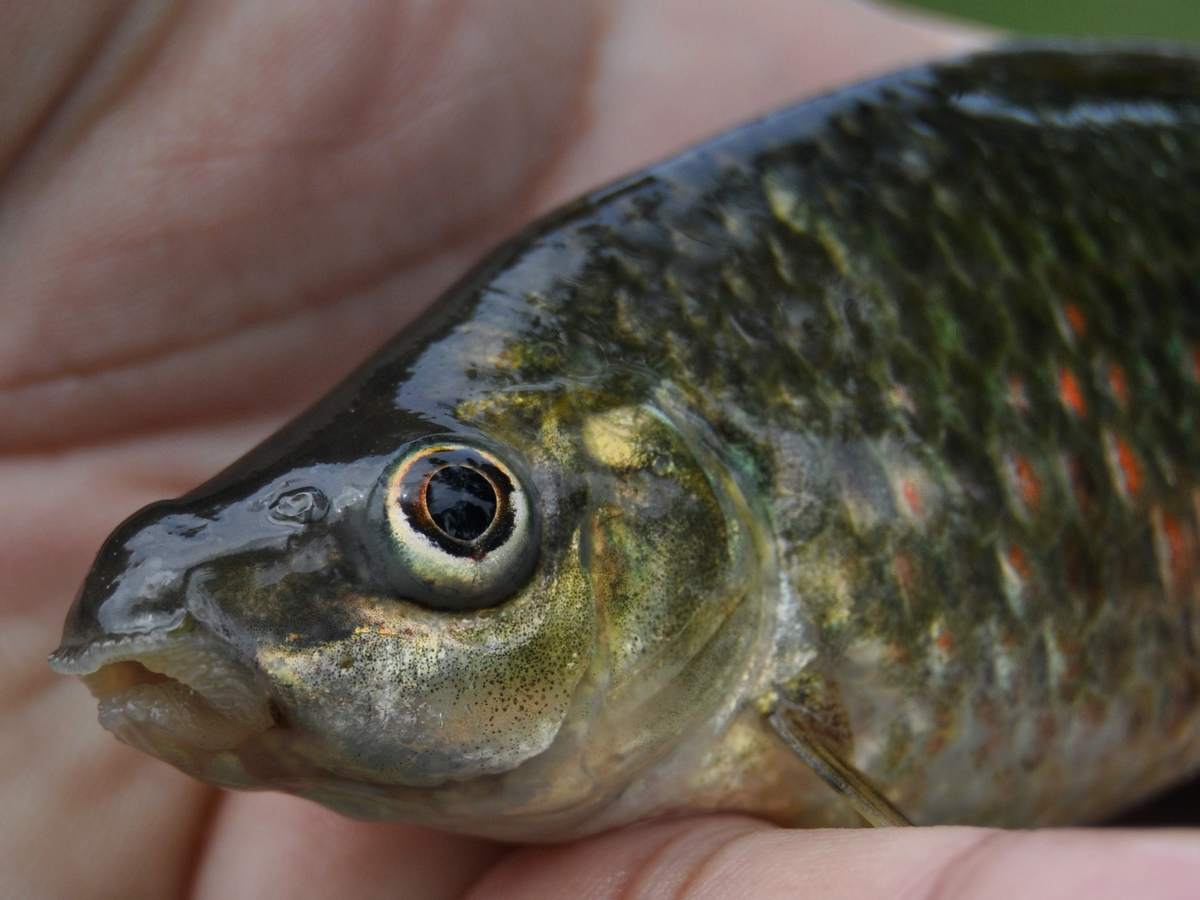
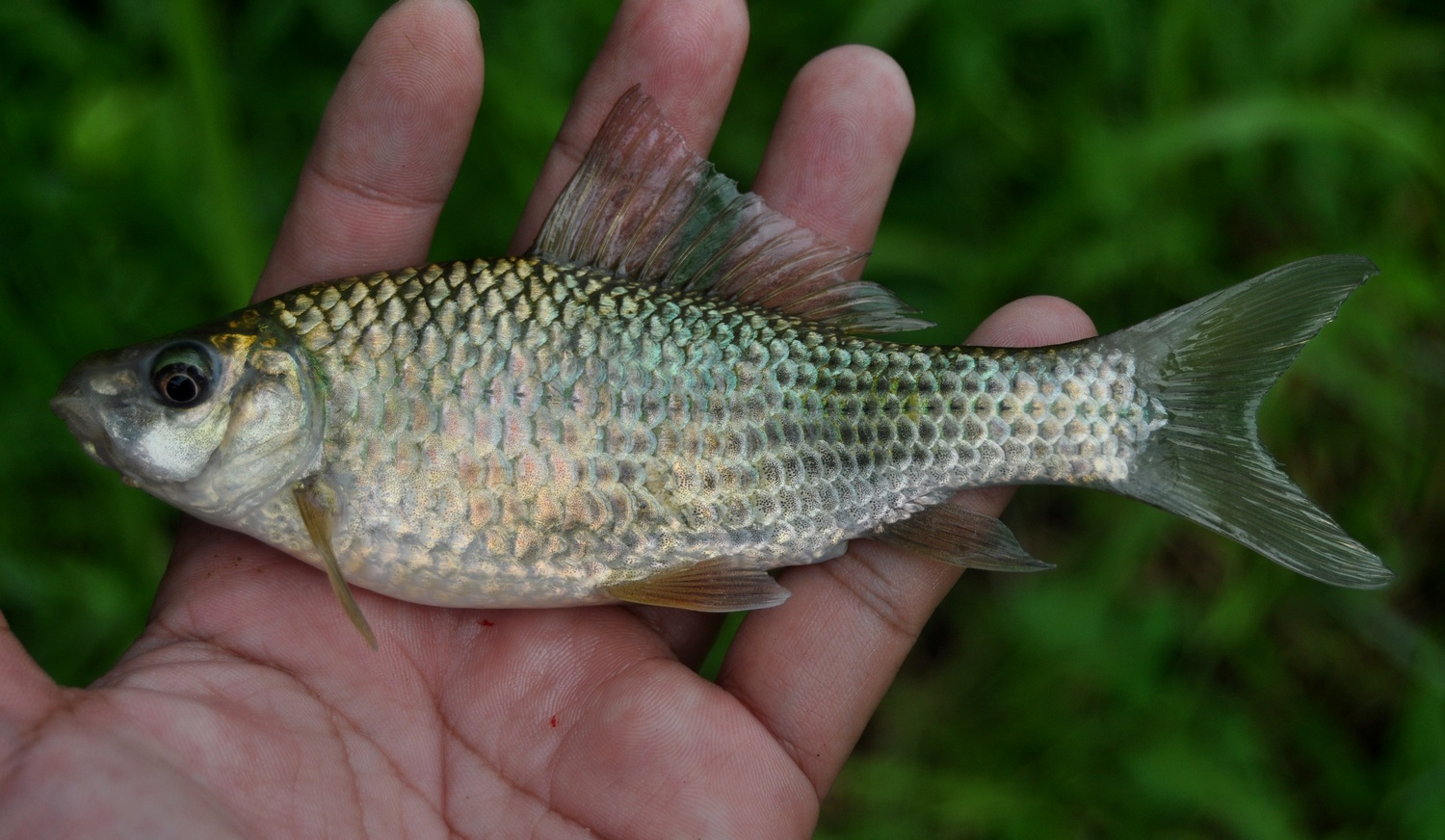
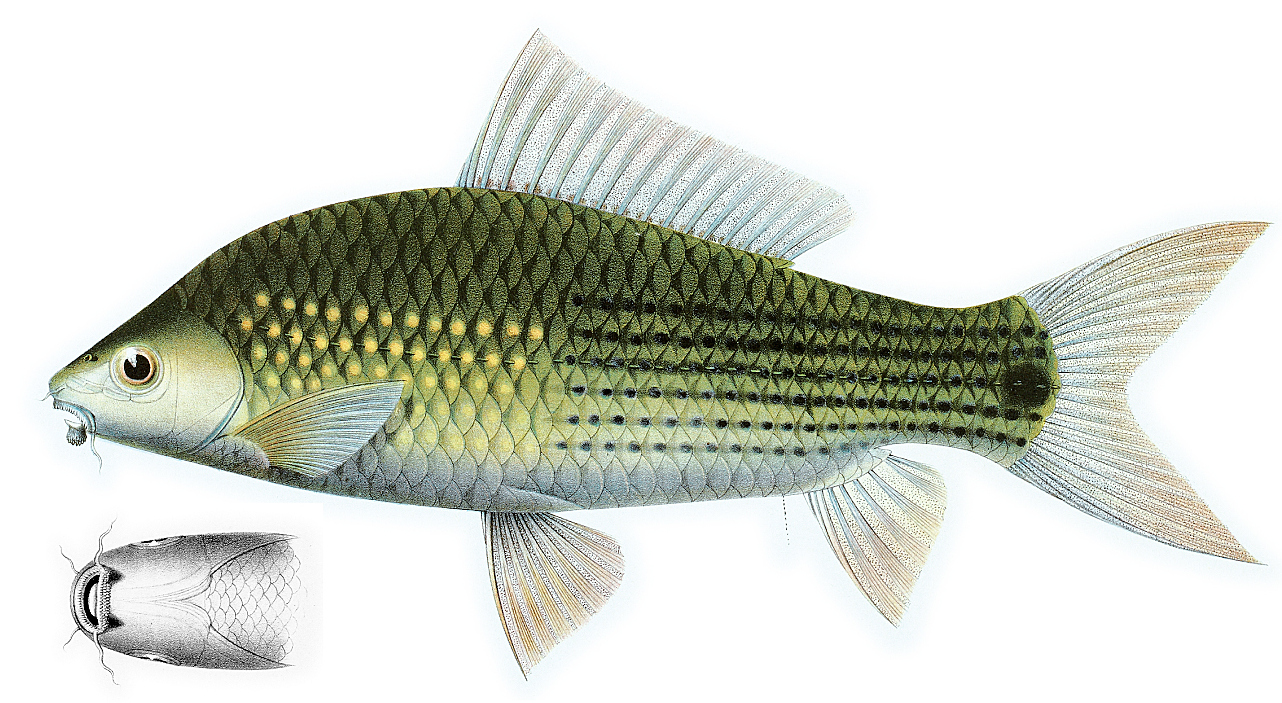
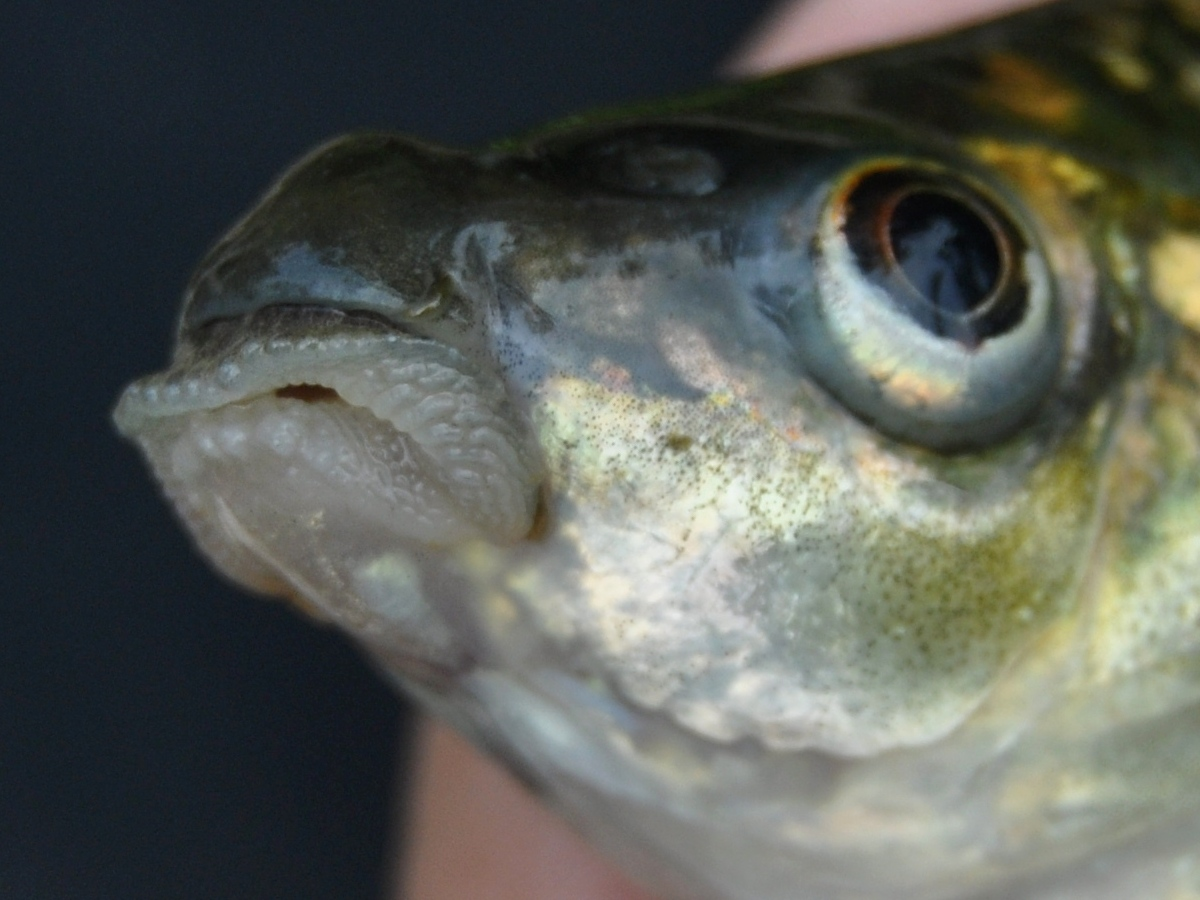